# Kryptråd
Kryptråd (Oscillaria) är ett namn på det till de blågröna algerna tillhörande släkte, vars stavformaga celltrådar utför krypande rörelser under samtidig vridning kring längdaxeln, varvid de något böjda trådändarna syns oscillera. Oscillaria limosa är vanligt förekommande i stillastående vatten.